# Miro Allione
Miro Allione, nacido Admiro Allione (Milán, 20 de diciembre de 1932-Roma, 14 de enero de 2006), fue un profesor universitario, director ejecutivo y ensayista italiano. Fue profesor de matemáticas, gerente general de STET, fundador, presidente y director general de Stream.

## Obras
- Poder y planificación urbanística: ideología y técnica de la ordenación racional del territorio, M. Allione, Paolo Ceccarelli, Oikos-tau, Barcellona, 1980. - ISBN 8428104328 - ISBN 9788428104326

- Datos: Q3858897
- Multimedia: Miro Allione / Q3858897